# José Ángel Zalba
José Ángel Zalba Luengo (Biota, Zaragoza, 1942 - Zaragoza, 10 de agosto de 2022), fue un empresario español y presidente del Real Zaragoza.

## Biografía
Siempre ha estado involucrado en temas futbolísticos y taurinos, siendo con veintinueve años el presidente más joven de la historia de la Primera División española de fútbol.
Fue el hombre que más años presidió al Real Zaragoza: comenzó su legislatura en 1971 hasta 1978, en 1974 y bajo su mandato se creó la actual ciudad deportiva del club, se logró en 1974 el tercer puesto en liga y en 1975, el segundo puesto en liga (máxima posición en la historia del club), se jugó la primera final de la Copa de S.M. el Rey ante el Atlético de Madrid.
Regresó al club aragonés en 1988 y estuvo allí hasta finales de 1992, logrando la clasificación para la Copa de la UEFA. Tuvo que abandonar el club una vez convertido en sociedad anónima SAD.
Fue presidente del Comité Organizador del Mundial de Fútbol de 1982, directivo de la Federación española de fútbol, durante doce años hasta 1995, presidente de la casa de España en el Mundial de Futbol de 1994 y miembro de la Comisión de Finanzas de la Liga Nacional de Fútbol Profesional.
En las navidades de 2002 desembarcó junto a su amigo, el ganadero José Luis Martín Berrocal, en un C.D. Logroñés en proceso de liquidación, que debía a sus jugadores cinco mensualidades y condenado a la desaparición si no se presentaba a jugar la próxima jornada de Liga por huelga de su plantilla, salvando con su llegada la desaparición de un equipo histórico del fútbol nacional. Esa primavera el equipo riojano quedó a las puertas del ascenso a segunda división, cayendo apeado en la fase de ascenso. La temporada siguiente se produjeron cambios profundos en la plantilla, luchando toda la temporada por la permanencia. La falta de sintonía con el Ayuntamiento de Logroño junto con el impago del patrocinio por parte del Gobierno de La Rioja y el interés del Gobierno de la Comunidad por hacer del C.D. Recreación el nuevo equipo de la capital suplantando al histórico C.D. Logroñés hizo irrealizable el proyecto y llevó a que en verano de 2004 el máximo accionista de la entidad, José Luis Martin Berrocal, vendiera las acciones al anterior propietario, Juan Hortelano.
Fue miembro de la Fundación de la Liga de fútbol Profesional y Presidente de la recién creada Federación de Accionistas y Socios del Fútbol Español (FASFE). Fue colaborador habitual en varios programas taurinos y deportivos.
Falleció en el Hospital Miguel Servet de la capital aragonesa, el 10 de agosto de 2022, tras haber sufrido un desvanecimiento esa mañana en su domicilio.
El Real Zaragoza en homenaje a una vida entregada al zaragocismo instaló en el antepalco del Estadio de la Romareda su capilla ardiente.
Tras su fallecimiento fue reconocido como "Zaragozano Ejemplar" por el entonces alcalde la ciudad de Zaragoza Jorge Azcón  y se acordó en Pleno del Ayuntamiento que sus restos descansen en el Panteón de Ilustres de la ciudad.  
El 24 de septiembre de 2022 el presidente de la Real Federación Española de Fútbol le concedió a título póstumo la Medalla de Oro del Fútbol Español.
El 2 de agosto de 2023 FASFE organizó en Jerez la I edición de la Copa José Ángel Zalba que disputaron Unionistas de Salamanca y Xerez Deportivo con triunfó 0-2 para Unionistas. 

## Cargos y condecoraciones
- Presidente del Comité Organizador del mundial de fútbol de España 1982.
- Medalla de plata al Mérito Deportivo del Consejo Superior de Deportes.
- Medalla del Gobierno de Aragón al mérito deportivo.
- Diploma al Mérito Deportivo de la Federación Aragonesa de Fútbol.
- Directivo de la Real Federación Española de Fútbol desde 1971 hasta 1978 y de 1989 a 1995.
- Miembro de la Comisión de Finanzas de la Liga Nacional de Fútbol Profesional. (1991 a 1993)
- Miembro de la Fundación de la Liga Nacional de Fútbol Profesional.